# Strawberry Arena
A Strawberry Arena – anteriormente conhecida como Friends Arena ( PRONÚNCIA) – é um estádio do município de Solna, nos arredores de Estocolmo, na Suécia. 
É uma arena multiuso, com uma cobertura retrátil - que se pode abrir ou fechar - e uma capacidade para 50 000 pessoas em eventos desportivos e 65 000 em eventos artísticos. 

## História

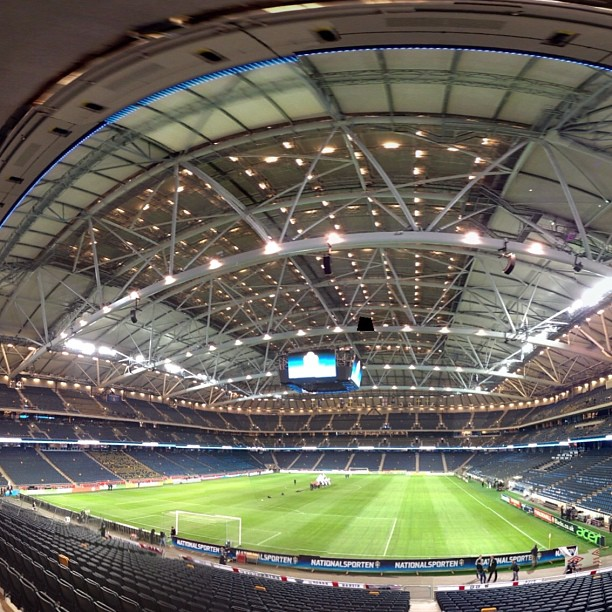
Cobertura retrátil do estádio.

Foi inaugurado em outubro de 2012, e os seus arrendatários principais são o AIK de Estocolmo e a seleção sueca de futebol, que deixou o seu antigo estádio em Råsunda. 
Sua abertura foi com um jogo amigável entre a Suécia e a Inglaterra em 14 de Novembro de 2012, com vitória sueca por 4-2. Zlatan Ibrahimović, atacante fez os quatro gols, incluindo um dos gols mais bonitos da história do futebol. Já nos acréscimos, a 27 metros do gol, Ibrahimović deu uma bicicleta e encobriu goleiro e zagueiro.
No dia 24 de novembro de 2012 a arena recebeu o show do supergrupo Swedish House Mafia.
No dia 13 de julho de 2013 a arena recebeu um concerto da banda Iron Maiden.
Nos dias 17, 18 e 19 de maio, a arena recebeu a etapa europeia da The Eras Tour, show performado pela cantora norte-americana Taylor Swift. 
Sediou a final da UEFA Europa League de 2016-17 no dia 24 de maio de 2017.